# Social Blade
Social Blade (detto anche SocialBlade) è un sito che si occupa del monitoraggio delle statistiche dei vari membri dei siti social (da qui il nome Social Blade).
Esso è diventato famoso soprattutto grazie alla battaglia di iscritti avvenuta tra lo youtuber PewDiePie e l'azienda Tseries, grazie a questa battaglia era necessario monitorare costantemente la differenza di iscritti tra i due canali, dando quindi un'enorme spinta di popolarità a Social Blade, che permetteva di seguire il conteggio degli iscritti a tempo reale (con un aggiornamento  della pagina costante ogni 2 secondi). Oltre agli iscritti, per Youtube si possono vedere anche le visualizzazioni e i guadagni estimati, raccolti in vari grafici esplicativi.